# Поляков Сергій Володимирович
Сергій Володимирович Поляков (народився 3 травня 1951 року в Харкові, Українська РСР) — російський та американський науковець українського походження, що проводить дослідження для USPolyResearch. Він є найвідомішим за його НДДКР у галузі космічної техніки і хімічного машинобудування, включаючи теоретичні й експериментальні дослідження роботи систем життєзабезпечення (СЖЗ) для радянських міжпланетних космічних кораблів і орбітальних станцій «Мир» і «Альфа» з використанням ground-based Martian expedition real-scaled simulator на YouTube в Інституті медико-біологічних проблем (російського космічного агентства-Центр).
Поляковим розроблено комплексний підхід до проектування повітряних активізації та водної меліорації / кондиціонування людських відходів на основі енергозберігаючих мембранних і глибинно-фільтраційних методів (мембрани випаровування, ультра/мікро-фільтрації, зворотного осмосу)

## Біографія
Закінчив Харківський політехнічний інститут (1974) за спеціальністю інженерна фізика. У 1982 році він захистив дисертацію в Інституті медико-біологічних проблем (Москва), присуджено науковий ступінь кандидата технічних наук в області космічної техніки. Працював провідним інженером та науковим консультантом у відділі ЗГС Інституту медико-біологічних проблем (з 1978 по 1985 та з 1992 по 1997 рр). Певний час, з 1985 по 1987 рр. завідував лабораторією Всесоюзного електротехнічного Інституту в Москві. Потім з 1987 по 1992 рр. працював на посаді старшого наукового співробітника Всеросійського науково-дослідного інституту атомної енергетики в Москві. З 2002 року С.Поляков — науковий співробітник USPolyResearch у США.

## Основні наукові досягнення
Ним розроблено теоретичні засади проектування енергоефективних замкнутих систем регенерації води з відходів людини до космічного польоту на Марс, який оснований на комбінації мембранних і звичайних методів фільтрації, включаючи глибину фільтрації і адсорбції. Прототип системи був успішно протестований у тривалих наземних експериментах. Також ним розроблено ряд оригінальних наближених методів розрахунку масообмінних і гідродинамічних характеристик мембранних систем у мембрані випарювання, зворотний осмос та ультра / мікрофільтрації.